# Edward Newton
Edward Newton (ur. 10 listopada 1832 w Elveden, Suffolk, zm. 25 kwietnia 1897 w Lowestoft) – brytyjski zoolog i polityk, bliski współpracownik Alfreda Newtona (starszego brata) w dziedzinie ornitologii, współzałożyciel British Ornithologists' Union.
Studia zoologiczne ukończył w Magdalene College (zob. kolegia Uniwersytetu w Cambridge). W latach 1859–1877 był kolonialnym administratorem na Mauritiusie, a w latach 1877–1883 – sekretarzem kolonialnym i porucznikiem gubernatora Jamajki. Bracia przez wiele lat utrzymywali ożywioną korespondencję, wymieniając się wrażeniami z obserwacji. Wspólnie publikowali część odkryć. Edward skorzystał z wyjątkowych możliwości pozyskania okazów dodo z Mauritiusa i dronta samotnego z Rodrigues. 
Dla upamiętnienia Edwarda Newtona pustułka malgaska nosi miano Falco newtoni.
Był odznaczony m.in. kawalerskim (1875) i komandorskim (1887) Orderem św. Michała i św. Jerzego (Companion, CMG) i Knight Commander, KCMG).